# Voxnadalen
Voxnadalen är ett biosfärområde i Hälsingland, Sverige. Biosfärområdet kretsar kring Voxnans avrinningsområde, och berör delar av kommunerna Ovanåker, Ljusdal, Bollnäs och Rättvik. Det omfattar totalt omkring 342 000 hektar, motsvarande ungefär en tredjedel av Hälsinglands yta. Området kretsar kring tre fokusområden: skogen som hållbar resurs, rent vatten och ett öppet och levande landskap. Kärnområdet utgörs av Hamra nationalpark, och i biosfärområdet ingår en koppling bland annat till världsarvet hälsingegårdarna liksom den traditionella fäboddriften och hur den har påverkat området.
Biosfärområdet godkändes av Unesco 19 juni 2019, och invigdes av landshövding Per Bill 7 september 2019. Biosfärområdet är det andra i Gävleborgs län, efter biosfärområdet Älvlandskapet Nedre Dalälven. Det finns totalt sju biosfärområden i Sverige, omfattande sju procent av Sveriges yta.

## Kandidatur
Planerna på ett biosfärområde kring Voxnan har funnits under en lång tid, åtminstone sedan mitten av nittiotalet. Ursprungligen planerade Ovanåkers kommun att själva formulera en ansökan, med fokus på fäbodskogar och öppna odlingslandskap, samt en plats att mötas kring rovdjursfrågor. Man upplevde också ett unikt fokus på kopplingen mellan världsarvet Hälsingegårdar och naturområdena. För att kunna gå vidare krävdes minst en miljon kronor om året i fem år i kostnader, varav Ovanåkers kommun skulle stå för en fjärdedel. Under hösten 2013 skickade man in en ansökan till Naturvårdsverket, varefter man beräknade en kandidattid på 3-5 år. För själva ansökan ansöker Sverige till Unesco, å biosfärområdets räkning.
Själva kandidaturen för att bli ett biosfärområde inleddes under 2014. Ovanåkers kommun blev projektägare för den vidare processen, med Olle Berglund som projektledare. I processen kom man fram till att ett tillrinningsområde vore mer naturligt än en kommungräns, vilket innebar att det omfattade området utvidgades till hela Voxnans tillrinningsområde. Man beräknade att formellt skicka in ansökan under början av 2018. 47% av kandidatområdets yta var i Ovanåkers kommun, 38% i Ljusdals kommun, 4,2% i Bollnäs kommun, 8,5% i Härjedalens kommun och 2,4 % i Rättviks kommun. Området i ansökan omfattade 375 100 hektar, och utöver Hälsingland delar av Dalarnas och Jämtlands län. 80-90% av området bestod av skog.
Biosfärområde Voxnadalen i dess nuvarande form blev till under 2016. I september 2016 gick en ansökan ut på remiss, för att sedan kunna lämnas till Unesco som är den aktör som formellt godkänner. Remissen besvarades av bland annat Länsstyrelsen i Gävleborgs län, Naturvårdsverket och Svenska biosfärprogrammet. Ansökan berörde hela Voxnaälvens tillrinningsområde, från Härjedalen till utloppet i Lenninge, Bollnäs kommun. Framförallt låg kandidatområdet i Ovanåkers och Ljusdals kommuner, men med delar i Bollnäs, Rättviks och Härjedalens kommuner. Kärnområdet kretsade kring Hamra nationalpark, med både urskog och myrmarker.

## Biosfärområde
Det godkända biosfärområdet omfattar omkring 342 000 hektar. Det utgår i huvudsak från Voxnans avrinningsområde i Hälsingland och berör delar av kommunerna Ovanåker, Ljusdal, Bollnäs och Rättvik. Ungefär en tredjedel av Hälsinglands yta omfattas. Det drivs med stöd av Ovanåkers samt Ljusdals och Bollnäs kommuner samt Region Gävleborg.
Biosfärområdet består av hälsingetrakter kring Voxnan. Biosfärområdet har identifierat tre fokusområden: att skogen ska vara en hållbar resurs, att vattnet ska vara rent och att landskapet ska vara levande och öppet. Natur- och kulturmiljön har präglats av brukartraditioner som fäboddrift.
I biosfärområdet ingår också några av hälsingegårdarna, som är en del av Unescos världsarv. Det gör även Hamra nationalpark samt flera naturreservat och Natura 2000-områden. Arbetet leds av en styrelse med företrädare från civilsamhälle, kommuner, högskolor och myndigheter.'
Biosfärområdet blev en del av biosfärprogrammet efter ett beslut från Unesco i Paris 19 juni 2019. Vid samma tillfälle utsågs även biosfärområde Vindelälven-Juhtatdahka. Det invigdes officiellt på Ol-Anders hälsingegård i Alfta 7 september 2019 av landshövding Per Bill. Miljöminister Isabella Lövin sade apropå godkännandet:
| ”                | Att Unesco nu utnämner två nya svenska biosfärområden är ett erkännande för de år av lokalt arbete och engagemang som många människor har lagt ner för att stärka en hållbar lokal och regional utveckling | „ |
| – Isabella Lövin | |   |